# Cô gái nhìn thấy mùi hương
Cô gái nhìn thấy mùi hương (tiếng Hàn: 냄새를 보는 소녀; Romaja: Naemsaereul Boneun Sonyeo) là một bộ phim truyền hình Hàn Quốc 2015 chuyển thể từ tác phẩm cùng tên của webtoon. Phim có sự tham gia của Park Yoo-chun, Shin Se Kyung, Namgung Min và Yoon Jin-seo,được phát sóng trên SBS thứ tư và thứ năm lúc 21:55 gồm 16 tập từ ngày 1 tháng 4 cho đến ngày 21 tháng 5 năm 2015.

## Phân vai

### Nhân vật chính
- Park Yoo-chun vai Choi Mu-gak
- Shin Se-kyung vai Oh Cho-rim/Choi Eun-seol
- Namgung Min vai Kwon Jae-hee/Jay Kwon Ford
- Yoon Jin-seo vai Yeom Mi

### Nhân vật phụ
- Jung In-gi vai Oh Jae-pyo
- Nam Chang-hee vai Jo In-bae
- Oh Cho-hee vai Eo Woo-ya
- Jung Chan-woo vai Wang Ji-bang
- Park Jin-joo vai Ma Ae-ri
- Lee Won-jong vai Kang Hyuk
- Choi Tae-joon vai Thám tử Yeh
- Jo Hee-bong vai Thám tử Ki
- Kim Byung-ok vai Cảnh sát trưởng
- Choi Jae-hwan vai Thám tử Tak
- Jung Hyun-seok vai Thám tử Kim
- Kim Gi-cheon vai Kim Joong-in
- Song Jong-ho vai Dr. Chun Baek-kyung

### Khách mời
- Thành viên running man (tập 1)
- Kim So-hyun vai Choi Eun-seol (tập 1-2, 5)
- Kim Dong-kyun vai Park Hyung-jin (tập 1)
- Bang Eun-hee vai Yang Mi-yeon (tập 1)
- Heo Joon-seok vai Kang Sang-moon (tập 1)
- Dan-woo (tập 2-3)
- Son Se-bin (tập 2-3)
- Ha Soo-ho vai Hwang Ki-soo (tập 4)
- Kim Ho-chang vai Tak Min-seok (tập 4)
- --- vai Chef Hong (tập 5)
- Oh Tae-kyung vai Yang Seok-jin (tập 5)
- Lee Jung-shin vai bản thân (tập 6)
- Julian Quintart (tập 10)
- Elena Vashilivashivanova

## Rating
| Tập #      | Ngày phát sóng      | Bình quân khán giả | Bình quân khán giả   | Bình quân khán giả | Bình quân khán giả   |
| Tập #      | Ngày phát sóng      | TNmS Ratings       | TNmS Ratings         | AGB Nielsen        | AGB Nielsen          |
| Tập #      | Ngày phát sóng      | Toàn quốc          | Khu vực thủ đô Seoul | Toàn quốc          | Khu vực thủ đô Seoul |
| ---------- | ------------------- | ------------------ | -------------------- | ------------------ | -------------------- |
| 1          | 1 tháng 4 năm 2015  | 5.6%               | 7.1%                 | 5.6%               | 6.1%                 |
| 2          | 2 tháng 4 năm 2015  | 6.0%               | 6.6%                 | 6.1%               | 6.8%                 |
| 3          | 8 tháng 4 năm 2015  | 6.6%               | 7.1%                 | 7.0%               | 7.9%                 |
| 4          | 9 tháng 4 năm 2015  | 7.8%               | 8.8%                 | 7.8%               | 8.0%                 |
| 5          | 15 tháng 4 năm 2015 | 7.4%               | 8.4%                 | 7.1%               | 7.5%                 |
| 6          | 16 tháng 4 năm 2015 | 8.5%               | 9.8%                 | 7.5%               | 7.7%                 |
| 7          | 22 tháng 4 năm 2015 | 7.3%               | 8.0%                 | 8.1%               | 8.4%                 |
| 8          | 23 tháng 4 năm 2015 | 9.2%               | 10.5%                | 8.3%               | 8.5%                 |
| 9          | 29 tháng 4 năm 2015 | 7.9%               | 8.5%                 | 6.8%               | 7.0%                 |
| 10         | 30 tháng 4 năm 2015 | 9.3%               | 10.7%                | 8.0%               | 8.4%                 |
| 11         | 6 tháng 5 năm 2015  | 8.0%               | 9.4%                 | 7.5%               | 8.1%                 |
| 12         | 7 tháng 5 năm 2015  | 8.6%               | 9.8%                 | 6.9%               | 6.7%                 |
| 13         | 13 tháng 5 năm 2015 | 9.1%               | 10.6%                | 8.7%               | 9.2%                 |
| 14         | 14 tháng 5 năm 2015 | 10.1%              | 11.4%                | 9.5%               | 9.7%                 |
| 15         | 20 tháng 5 năm 2015 | 10.9%              | 13.5%                | 9.6%               | 9.5%                 |
| 16         | 21 tháng 5 năm 2015 | 11.9%              | 14.4%                | 10.8%              | 11.4%                |
| Trung bình | Trung bình          | 8.4%               | 9.7%                 | 7.8%               | 8.2%                 |